# 雲谷等顔
雲谷 等顔（うんこく とうがん）は、戦国時代末期から江戸時代初期にかけて活動した日本の画家。肥前国藤津郡能古見（現・佐賀県鹿島市)生まれ。毛利氏の御用絵師となって幕末まで続く雲谷派の祖。次男は同じく画家で、雲谷派の跡継ぎである雲谷等益。

## 経歴
肥前国籾岳城の城主、遠くは梶原景季の流れを汲む武士、原直家の次男として天文16年（1547年）に生まれる。幼名を治兵衛、諱を直治、別号を容膝と称した。しかし、同じく直家の次男とされ、後に肥前鍋島藩の家老格として存続した原家利の家系図には、直治の名は記されていないことから、庶子か原氏一族の出身という説が有力である。
主家滅亡後、またはその少し前に画家へ転向し、京都で狩野派に学ぶ。師は、狩野松栄、または狩野永徳とされるがはっきりしない。ただ、毛利藩の公的文書に「狩野等顔」と署名していることが近年発見されており、少なくとも公的な場では狩野姓を名乗れる程の繋がりがあったことは確かなようだ。その後、再び西国に戻り、天正元年（1573年）に毛利輝元に召抱えられた。等顔は、連歌や茶の湯にも堪能で、等顔の寄親であった佐世元嘉と共に出席しており、いわば輝元の御伽衆として仕えた。
このころから既に雪舟の水墨画的な大胆な画風を確立させており、文禄2年（1593年）には輝元より禄100石、雪舟筆の『山水長巻』と雪舟の旧居『雲谷庵』を与えられ、既に途絶えていた雪舟画の再興を命じられた。これにより、雲谷等顔と改名し、雪舟の正当な継承者と名乗りをあげ、雲谷派を立ち上げる。同時代の狩野派や長谷川派らと画技を競い、毛利の居城のある萩はもちろんのこと、佛通寺（広島県三原市）や津山城（岡山県津山市）、京都、更にはるか江戸にまで足を運び作品を残している。雪舟様式を踏襲しつつも、桃山文化らしい装飾性豊かな作風を確立した。作品は人物画の大作や真体の山水画、群馬図が多い。近年、等顔が李朝絵画に学んだ可能性が指摘されている。
慶長10年（1605年）12月14日、同年の五郎太石事件の後に毛利氏家臣団や有力寺社の総勢820名が連署して毛利氏への忠誠や様々な取り決めを記した連署起請文において747番目に「狩野等顔」と署名している。
元和4年（1618年）5月3日に死去。享年72。墓碑は萩市郊外の楞厳寺に、早逝した長男･等屋と並んで立っている。
| 山水図（東京国立博物館蔵、左隻） |  | （同右隻） |
| 山水図（東京国立博物館蔵、左隻） |  | （同右隻） |

## 代表作品
| 作品名                         | 技法         | 形状・員数     | 寸法（縦x横cm）   | 所有者                                | 年代               | 落款・印章                                                                      | 文化財指定         | 備考 |
| ------------------------------ | ------------ | -------------- | ----------------- | ------------------------------------- | ------------------ | ------------------------------------------------------------------------------- | ------------------ | --- |
| 黄梅院障壁画                   |              | 全44面         |                   |                                       |                    |                                                                                 | 重要文化財         | 内訳は、檀那の間「山水図」14面、室「『竹林七賢図屏風」16面、礼の間「芦雁図」14面。 |
| 東福寺普門院障壁画             |              | 10面           |                   |                                       |                    |                                                                                 | 重要文化財         | 内訳は「帰去来図」8面、「唐人物図」8面、「芦雁図」2面 |
| 山水図屏風（夏冬山水図）       | 紙本墨画淡彩 | 六曲一双       | 151.x359.0（各）  | 東京国立博物館                        |                    |                                                                                 | 重要文化財         | 益田家旧蔵 |
| 梅に鴉図（寒梅群鴉図）         | 紙本金地淡彩 | 襖6面          | 166.5x156.5（各） | 京都国立博物館                        |                    |                                                                                 | 重要文化財         | 伝雲谷等顔。元は小早川隆景の筑前国名島城の襖絵で、その後黒田氏に伝えられた。近年では子の等益の作という意見もある。                                                                                   |
| 花見鷹狩図屏風                 |              |                |                   | MOA美術館                             |                    |                                                                                 | 重要文化財         | 筆者は三谷等宿の可能性があるが、雲谷派による現存唯一の風俗画として貴重。 |
| 春夏山水図屏風                 |              |                |                   | 個人                                  |                    |                                                                                 | 重要文化財         | |
| 山水図屏風                     | 紙本淡彩     | 六曲一双       |                   | 京都国立博物館                        |                    |                                                                                 | 重要美術品         | |
| 郡仙図屏風                     |              | 六曲一双       |                   | 京都国立博物館                        |                    | 無                                                                              |                    | |
| 群馬図屏風                     | 紙本墨画淡彩 | 六曲一双       |                   | 京都国立博物館                        | 16世紀             |                                                                                 |                    | |
| 群馬図屏風                     |              |                |                   | 山口・菊屋家住宅保存会                |                    |                                                                                 |                    | |
| 群馬図屏風                     |              | 六曲一双       |                   | 南法華寺                              | 慶長10年代前半頃   |                                                                                 |                    | この時代料紙は上下5枚継が多いが、本作品は上下3枚継で最大縦69.4cmというかなり大幅な紙が使われている。等顔作品には3枚継が多い。                                                                        |
| 群馬図屏風                     |              | 六曲一双       |                   | 出光美術館                            |                    |                                                                                 |                    | |
| 群馬図屏風                     | 紙本墨画淡彩 | 六曲一双       |                   | 山口県立美術館                        |                    |                                                                                 |                    | |
| 群馬図屏風                     | 紙本墨画淡彩 | 六曲一双       | 157.2x359.8       | 個人                                  |                    |                                                                                 | 十日町市指定文化財 | |
| 群馬図屏風                     |              | 六曲一双       | 149.3x348.4（各） | 九州国立博物館                        |                    |                                                                                 |                    | |
| 夏冬山水図屏風                 |              |                |                   | 文化庁                                |                    |                                                                                 |                    | |
| 山水図屏風                     |              |                |                   | 山口県立美術館                        |                    |                                                                                 |                    | |
| 山水図屏風                     |              |                |                   | 熊谷美術館                            |                    |                                                                                 |                    | |
| 山水図屏風                     | 紙本墨画淡彩 | 六曲一双       | 147.0x346.4（各） | 個人                                  |                    | 無款記/「雲谷」白文方印・「等顔」白文方印（欠損無）                             |                    | |
| 瀟湘八景図屏風                 | 紙本墨画     | 四曲一双押絵貼 | 155.0x39.1        | 龍光院                                |                    | 無款記/「等顔」白文方印（欠損無）                                               |                    | 各図に「梅菴」なる人物の賛があり、これは寛永元年（1624年）に朝鮮通信使・写字官として来日した李誠国の可能性が高い。なお、龍光院には伝雲谷等顔「叭々鳥図屏風」（紙本墨画、二曲一双）も所蔵されている。 |
| 西湖図屏風                     | 墨画         | 六曲一双       |                   | 金沢市立中村記念美術館                |                    |                                                                                 |                    | |
| 竹林七賢図屏風                 | 紙本墨画淡彩 | 六曲一双       | 約156x365（各）   | 永青文庫                              |                    |                                                                                 | 熊本県指定文化財   | |
| 騎驢人物図屏風                 |              |                |                   | 個人                                  |                    |                                                                                 |                    | |
| 山水図屏風（左隻・右隻）       | 紙本墨画淡彩 | 六曲一双       | 145.7x348.4（各） | ボストン美術館                        |                    |                                                                                 |                    | |
| 東坡・潘閬図屏風（左隻・右隻） | 紙本墨画淡彩 | 六曲一双       | 158.5x357.4（各） | ボストン美術館                        |                    |                                                                                 |                    | |
| 陶淵明・林和靖図屏風           |              |                |                   | サンフランシスコ・アジア美術館        |                    |                                                                                 |                    | |
| 惟松円融像                     | 絹本著色     | 1幅            | 103.7x52.2        | 常栄寺 (山口市)（山口県立美術館寄託） |                    |                                                                                 | 重要文化財         | |
| 嶋井宗室像                     | 紙本墨画淡彩 | 1幅            | 94.8x41.6         | 個人                                  | 1615年（元和元年） |                                                                                 | 福岡市指定文化財   | 江月宗玩賛 |
| 嶋井宗室像                     | 紙本墨画金彩 | 1幅            | 83.9x33.8         | 福岡市博物館                          | 1615年（元和元年） |                                                                                 | 福岡市指定文化財   | 江月宗玩賛。肖像画としては珍しく斜め後ろから描いている。 |
| 三十祖像                       | 紙本著色     | 30幅           | 108.2x53.6（各）  | 金地院                                | 最晩年の作         | 大業像のみ「雲谷三世孫等顔筆」/「雲谷」白文瓢印・「等顔」白文方印（下部欠損有） |                    | 初祖達磨から大業徳基までの祖師を描いた肖像画。 |
| 樹下人物（唐人物）図屏風       | 紙本墨画淡彩 | 二曲一隻       | 146.6x172.4       | 個人                                  | 最晩年の作         | 無款記/「雲谷」白文瓢印・「等顔」白文方印（下部欠損有）                         |                    | |